# Зенит-ЕТ
Зени́т-ЕТ — малоформатный однообъективный зеркальный фотоаппарат с ручной установкой экспозиции и встроенным несопряжённым селеновым экспонометром, выпускавшийся на Белорусском оптико-механическом объединении с 1982 по 1995 год (?). В небольшом количестве (61069 штук) выпущен на КМЗ. Всего изготовлено около 3 миллионов экземпляров.
Является разновидностью фотоаппаратов «Зенит-10» и «Зенит-11», выпускавшихся на Красногорском механическом заводе.

## История создания «Зенита-ЕТ»
Для обеспечения потребностей населения производство фотоаппаратов «Зенит-Е» было развёрнуто не только на КМЗ, но и на БелОМО (Вилейский завод «Зенит»). В дальнейшем на БелОМО освоили выпуск камеры «Зенит-TTL» с полуавтоматической установкой экспозиции.
В 1981 году на КМЗ приступили к выпуску однообъективных зеркальных фотоаппаратов «Зенит-10» (а с 1982 года — «Зенит-11») — гибридных моделей с использованием корпуса и затвора с «невращающейся» головкой выдержек от «Зенита-12» (экспортной модификации «Зенита-TTL») и несопряжённого селенового экспонометра от «Зенита-Е».
Производство фотоаппарата, аналогичного красногорскому «Зениту-10» было начато на БелОМО под названием «Зенит-ЕТ».
Основное отличие — был использован корпус «старого» типа от «Зенита-TTL» с боковым штативным гнездом. Кнопка обратной перемотки плёнки аналогична применённой на «Зените-10» («Зените-11»).
В середине 1980-х годов на БелОМО освоили выпуск «Зенита-ЕТ» с приводом нажимной диафрагмы и штатным объективом «Гелиос-44М» — непосредственный аналог «Зенита-11».
В середине 1980-х годов «Зенит-ЕТ» получил скрытый замок задней стенки.
С конца 1980-х в конструкции «Зенита-ЕТ» ряд металлических деталей стал заменяться на пластмассовые, освоен выпуск модели без экспонометра.
Также на БелОМО выпускался «лабораторный» «Зенит-ЕТ» (фоторегистратор), предназначенный для микрофотографии — фотосъёмки с использованием оптического микроскопа. Отличие от любительских фотоаппаратов — единственная выдержка «B», отсутствие автоспуска, отсутствие пентапризмы, отсутствие экспонометра. Визирование проводилось через несъёмную шахту с окуляром. Фокусировочный экран — матовое стекло.

## Технические характеристики
- Тип применяемого фотоматериала — 35-мм перфорированная фотокиноплёнка шириной 35 мм (фотоплёнка типа 135) в кассетах. Размер кадра — 24×36 мм.
- Корпус — литой из алюминиевого сплава, с открывающейся задней стенкой, на моделях поздних выпусков скрытый замок.
- Курковый взвод затвора и перемотки плёнки. Обратная перемотка рулеточного типа.
- Затвор — механический, шторно-щелевой с горизонтальным движением матерчатых шторок. Выдержки затвора от 1/30 до 1/500 секунды и «B». Выдержка синхронизации с электронной фотовспышкой — 1/30 с.
- Центральный синхроконтакт «Х», кабельный синхроконтакт.
- Штатный объектив:

«Индустар-50-2» 3,5/50
«Гелиос-44-2» 2/58 (с предварительной установкой диафрагмы)
«МС Гелиос-44-3» 2/58 (с предварительной установкой диафрагмы) — объектив с изменённой оправой
«Гелиос-44М» 2/58 — на моделях с приводом «прыгающей» диафрагмы
«Гелиос-77М-4» 1.8/50 — на некоторых моделях с приводом «прыгающей» диафрагмы
- Тип крепления объектива — резьбовое соединение M42×1/45,5.
- Фокусировочный экран — линза Френеля с матовым кольцом и микрорастром.
- Несопряжённый селеновый экспонометр, диапазон светочувствительности фотоплёнки 25 — 400 ед. ГОСТ. На моделях без экспонометра установлен калькулятор для приблизительного определения экспозиции по символам погоды.
- Механический автоспуск.
- На фотоаппарате установлено боковое штативное гнездо с резьбой 1/4 дюйма.

- «Зенит-10» с объективом «Гелиос-44-2»
- Слева «Зенит-ЕТ» (1990), справа «Зенит-ЕТ» (1994)
- Слева «Зенит-ЕТ», справа «Зенит-11»
- «Зенит-ЕТ» с экспонометром и без него

## «Зенит-ЕТ» в розничной продаже
Стоимость зависела от того, каким объективом комплектовался фотоаппарат, а также от модификации самого фотоаппарата. Поздняя модификация от ранней отличалась наличием толкателя «прыгающей» диафрагмы, замком задней крышки, открывающимся рукояткой обратной перемотки и чёрным цветом фотоаппарата.
Стоимость фотоаппарата «Зенит-ЕТ» с объективом «Гелиос-44-2» в начале 1980-х годов — 140 рублей, с середины 80-х годов — 110 рублей, в конце 80-х — 100 рублей.
Стоимость фотоаппарата «Зенит-ЕТ» с объективом «Индустар-50-2» в начале 1980-х годов — 117 рублей, с середины 80-х годов — 87 рублей, в конце 80-х — 77 рублей.
Стоимость фотоаппарата «Зенит-ЕТ» с объективом «Гелиос-44М» в конце 1980-х годов — 135 рублей. 
Аналогичный фотоаппарат от КМЗ - «Зенит-11» стоил — 155 рублей.
Футляры «Зенитов» БелОМО изготавливались в основном из дерматина, в отличие от кожаных производства КМЗ. Был также и вариант из кожи. С начала 1990-х годов аппараты комплектовались сумками из синтетической ткани.

## Фотоаппараты «Зенит-ЕТ» производства БелОМО
- «Зенит-ЕТ» с объективом «Гелиос-44М»
- Фотоаппараты «Зенит-ЕТ» с объективами «Гелиос-44-2» и «Индустар-50-2»
- «Зенит-ЕТ» без экспонометра с объективом «Гелиос-44-3»

## Цветовые решения и юбилейные версии
- Серебряно-черный
- Черный
- «Бронзовый»
- «50 год ПЕРАМОГI»